# Quadripotencial electromagnètic
Un quadripotencial electromagnètic és una funció vectorial relativista de la qual es pot derivar el camp electromagnètic. Combina un potencial escalar elèctric i un potencial vectorial magnètic en un únic de quatre vectors.
Tal com es mesura en un marc de referència donat, i per a un calibre determinat, el primer component del potencial electromagnètic de quatre potencials es considera convencionalment el potencial escalar elèctric, i els altres tres components constitueixen el potencial vectorial magnètic. Tot i que tant el potencial escalar com el vectorial depenen del marc, el quatre potencial electromagnètic és covariant de Lorentz.
Com altres potencials, molts quatre potencials electromagnètics diferents corresponen al mateix camp electromagnètic, depenent de l'elecció del calibre.
Aquest article utilitza la notació d'índex tensor i la convenció de signe mètric de Minkowski (+ − − −). Vegeu també covariància i contravariància de vectors i índexs de pujada i baixada per a més detalls sobre la notació. Les fórmules es donen en unitats SI i unitats gaussianes-cgs.

## Definició
El quatre potencial electromagnètic contravariant es pot definir com:
| Unitats SI                                                                    | Unitatats gaussianes                             |
| ----------------------------------------------------------------------------- | ------------------------------------------------ |
| {\displaystyle A^{\alpha }=\left({\frac {1}{c}}\phi ,\mathbf {A} \right)\,\!} | {\displaystyle A^{\alpha }=(\phi ,\mathbf {A} )} |

on ϕ és el potencial elèctric, i A és el potencial magnètic (un potencial vectorial). Les unitats de Aα són V·s·m−1 en SI, i Mx·cm−1 en Gaussian-cgs.
Els camps elèctrics i magnètics associats a aquests quatre potencials són:
| Unitats SI                                                                                        | Unitatats gaussianes                                                                                            |
| ------------------------------------------------------------------------------------------------- | --- |
| {\displaystyle \mathbf {E} =-\mathbf {\nabla } \phi -{\frac {\partial \mathbf {A} }{\partial t}}} | {\displaystyle \mathbf {E} =-\mathbf {\nabla } \phi -{\frac {1}{c}}{\frac {\partial \mathbf {A} }{\partial t}}} |
| {\displaystyle \mathbf {B} =\mathbf {\nabla } \times \mathbf {A} }                                | {\displaystyle \mathbf {B} =\mathbf {\nabla } \times \mathbf {A} }                                              |

En la relativitat especial, els camps elèctric i magnètic es transformen sota transformacions de Lorentz. Això es pot escriure en forma d'un tensor de rang dos: el tensor electromagnètic. Els 16 components contravariants del tensor electromagnètic, utilitzant la convenció mètrica de Minkowski (+ − − −), s'escriuen en termes de quatre potencials electromagnètics i de quatre gradients com:
{\displaystyle F^{\mu \nu }=\partial ^{\mu }A^{\nu }-\partial ^{\nu }A^{\mu }={\begin{bmatrix}0&-E_{x}/c&-E_{y}/c&-E_{z}/c\\E_{x}/c&0&-B_{z}&B_{y}\\E_{y}/c&B_{z}&0&-B_{x}\\E_{z}/c&-B_{y}&B_{x}&0\end{bmatrix}}}
Si l'esmentada signatura és en canvi (− + + +), aleshores:
{\displaystyle F'\,^{\mu \nu }=\partial '\,^{\mu }A^{\nu }-\partial '\,^{\nu }A^{\mu }={\begin{bmatrix}0&E_{x}/c&E_{y}/c&E_{z}/c\\-E_{x}/c&0&B_{z}&-B_{y}\\-E_{y}/c&-B_{z}&0&B_{x}\\-E_{z}/c&B_{y}&-B_{x}&0\end{bmatrix}}}
Això defineix essencialment el quatre potencial en termes de magnituds físicament observables, així com redueix a la definició anterior.